# Marie-Bernard
Pour l'artiste québécoise, voir Marie Bernard.
 (janvier 2021).
Marie-Bernard est un prénom.

## Prénom, composition et patronyme
Marie-Bernard est un prénom mixte composé du prénom féminin Marie et du prénom masculin Bernard.

## Popularité
Marie-Bernard est un prénom très rare : depuis 1900, 346 personnes ont été nommées ainsi, 52 hommes et 294 femmes selon l'Insee.

## Personnalités portant ce prénom
- Marie-Bernard Gillioz Praz (1954-), oenologue suisse.

## Fête
Marie-Bernard est traditionnellement fêtée le 20 août.